# ペロ (レーダー)
ペロはロシア連邦のリャザン国家機器製造工場（GRPZ）とV・V・チホミーロフ記念機器製作科学研究所（NIIP）が共同開発したパッシブ・フェーズドアレイ・アンテナ（PESA）である。

## 概要
ペロは機械式レーダーであるSu-27のN001メーチやMiG-29のN019ルービンをPESA化する為に開発されたレーダーアンテナでバックエンド部を持たず、前述のレーダーのバックエンド部と組み合わせて運用される。N001メーチにペロを統合した場合、探知距離が190kmまで延長されるほか、10目標を追尾し内6目標をR-77ミサイルで攻撃することが可能となる。このほか、リアルビームモードとドップラービームナローイングモードを使用しての地形スキャン、合成開口レーダーを使用しての地形マッピングなどの機能が実装される。
アンテナ部は極めて軽量でメーチ・ルービン両レーダーのカセグレンアンテナに重量に匹敵するとされる。そのため、レーダーの重量変化による機体の重心位置の変化に対応して機体の飛行制御システムの変更などを行う必要が無く、新型レーダー（N010ジュークやN011バルスなど）に換装する場合と比べて35%のコストで済むとされている。
2001年、実験的に2機のペロが組み立てられ内一機が中国に輸出されテストが行われた。なお、この輸出されたペロが後にJ-10Bに搭載されたPESAレーダーの元となったとの情報もある。
開発は、リャザン計測器工場と協力して行われ、Su-30MKKとSu-30MK2の武器制御システムの一部として実装されたが、採用されなかった。

## 仕様
出典
- 周波数帯:Xバンド（IFFはLバンド）
- 走査範囲:方位角と仰俯角それぞれに±55°

### Su-27/30用
- アンテナ直径:1,050 mm
- 重量:82 kg

### MiG-29用
- アンテナ直径:750 mm
- 重量:40 kg